# Марк Юній Брут (претор 88 року до н. е.)
Марк Юній Брут (лат. Marcus Junius Brutus; близько 130 до н. е. —82 до н. е.) — політичний та військовий діяч у часи Римської республіки.

## Життєпис
Походив з роду нобілів Юніїв. Син Марка Юнія Брута, претора 140 року до н. е. Був прихильником партії популярів та Гая Марія. У 88 році до н. е. став претором (перед цим відбув магістратури квестора та едила, але роки невідомі). У 82 році до н. е. підтримав Гнея Папірія Карбона. Бився біля Коллінських воріт. Разом з Карбоном втік з Італії та Сицилії. Переслідуваний загонами Гнея Помпея Великого, наклав на себе руки.
У «Періохах» Тіта Лівія його смерть описана так: «Гней Папірій Карбон, витіснений на острів Коссуру, спрямував Марка Брута на рибальському човні до Лілібею розвідати, чи там Помпей; але, оточений Помпеєвими кораблями, Брут упер свій меч рукояттю в лавку і вістрям вгору та кинувся на нього всією вагою тіла».